# Jack Culcay-Keth
Jack Culcay-Keth est un boxeur allemand né le 29 septembre 1985 à Ambato, en Équateur.

## Carrière
Médaillé d'argent aux championnats d'Europe de Liverpool en 2008, sa carrière amateur est également marquée par un titre de champion du monde obtenu à Milan en 2009 dans la catégorie poids welters. Il passe professionnel la même année et devient le 16 août 2014 champion d'Europe EBU des poids super-welters en s'imposant aux points aux dépens de Isaac Real.

## Palmarès amateur

### Jeux olympiques
- Battu au premier tour des Jeux de 2008 à Pékin, Chine

### Championnats du monde de boxe amateur
- Médaille d'or en -69 kg en 2009 à Milan, Italie

### Championnats d'Europe de boxe amateur
- Médaille d'argent en -69 kg en 2008 à Liverpool, Angleterre